# 김용화 (영화 감독)
김용화(1971년 9월 25일 ~ )는 대한민국의 영화 감독이다.

## 학력
- 춘천고등학교
- 중앙대학교 영화학과

## 생애
중앙대학교 영화학과 졸업작품인 단편영화 <자반고등어> (1999년) 로 2000년 42회 로체스터 국제 영화제 대상, 1회 대한민국영상대전 우수상,  33회 휴스턴국제영화제 동상 그 밖에 유수 국제단편영화제 공식 초청등 영화연출학도로서의 우수한 면모를 보이며 졸업했다.
2003년 자신이 직접 쓴 영화 <오!브라더스>로 관객 320만명을 기록하며 흥행 및 작품성을 인정받는데 성공하며 충무로의 떠오르는 신인 감독으로 화려하게 데뷔하였다. 이후,  2006년  영화 <미녀는괴로워> (각본, 감독)  622만명 , 2009년 영화 <국가대표>(각본,감독) 860만명을 기록하며  2009년 역대 한국영화 7위로 3작품 연속 홈런을 기록한 대한민국 대표적인 감독으로 손꼽힌다. 2013년 영화 <미스터 고>가 막대한 제작비에 비해 저조한 성적을 기록하면서 4작품 연속 흥행에는 실패하였다.
그리고 2017년 신과함께: 죄와 벌이 1400만 관객을 돌파하며 화려하게 재기하였다.

## 작품 목록
- 단편영화 《자반 고등어》  (1999년) - 각본, 감독
- 영화 《오! 브라더스》 (2003년) - 각본, 감독
- 영화 《미녀는 괴로워》 (2006년) - 각본, 감독
- 영화 《국가대표》 (2009년) - 각본, 감독
- 영화 《미스터 고》 (2013년) - 각본, 감독
- 영화 《신과함께: 죄와 벌》 (2017년) - 각본, 감독 (천만영화)
- 영화 《신과함께: 인과 연》 (2018년) - 각본, 감독 (천만영화)
- 영화 《더 문》 (2023년) - 각본, 감독

## 수상
- 2000년 제42회 로체스터국제단편영화제 대상
- 2007년 제30회 황금촬영상 신인감독상
- 2005년 아시아태평양영화제 감독상, 최우수작품상
- 2009년 제17회 대한민국 문화연예대상 영화감독상
- 2009년 오늘의 젊은 예술가상 영화부문
- 2009년 제29회 한국영화평론가협회상 감독상
- 2009년 제46회 대종상 감독상
- 2009년 제30회 청룡영화상 감독상
- 2009년 제5회 대한민국 대학영화제 작품상
- 2009년 제9회 대한민국청소년영화제 감독상
- 2010년 제17회 춘사대상영화제 최우수작품상
- 2010년 제46회 백상예술대상 영화부문 작품상
- 2018년 제9회 올해의 영화상 올해의 영화인상
- 2018년 제54회 백상예술대상 영화부문 감독상
- 2018년 제23회 춘사영화제 관객이 뽑은 한국영화인기상
- 2018년 제39회 청룡영화상 한국영화 최다관객상
- 2018년 제18회 대한민국청소년영화제 올해의 감독상
- 2019년 제10회 올해의 영화상 올해의 영화인상

## 같이 보기
- 대한민국 영화